# Copidosoma abulense
Copidosoma abulense är en stekelart som beskrevs av Mercet 1921. Copidosoma abulense ingår i släktet Copidosoma och familjen sköldlussteklar. Inga underarter finns listade i Catalogue of Life.